# Marek Sukiennik
Marek Sukiennik (ur. 14 lutego 1970 w Krakowie) – polski lekkoatleta, długodystansowiec.

## Osiągnięcia
Reprezentant Polski na Mistrzostwa Świata w półmaratonie w 1997 roku. W 1993 roku został mistrzem Polski w półmaratonie. W tym samym roku wywalczył brązowy medal w biegu maratońskim. Przez całą karierę reprezentował klub sportowy WKS Wawel Kraków. Obecnie mieszka w USA i nadal amatorsko startuje w biegach ulicznych w kategorii weteranów.

## Rekordy życiowe
| konkurencja           | rezultat | data             | miejsce   |
| --------------------- | -------- | ---------------- | --------- |
| Bieg na 1000 metrów   | 2:30,20  | 7 czerwca 1988   | Kraków    |
| Bieg na 1500 metrów   | 3:50,34  | 30 maja 1991     | Mielec    |
| Bieg na 3000 metrów   | 8:14,62  | 16 sierpnia 1992 | Warszawa  |
| Bieg na 5000 metrów   | 14:22,22 | 3 lipca 1992     | Sopot     |
| Bieg na 10000 metrów  | 30:11.63 | 22 sierpnia 1992 | Białystok |
| Bieg na 10 kilometrów | 29:18:31 | 2 września 1993  | Oleśnica  |
| Półmaraton            | 1:05:42  | 24 marca 1993    | Brzeszcze |
| Maraton               | 2:20:50  | 16 maja 1993     | Wrocław   |